# آنجلو لوزانی
آنجلو لوزانی (انگلیسی: Angelo Luzzani؛ ۱۸۹۶ – ۱۹۶۰) بازیکن فوتبال، و وکیل اهل ایتالیا بود.
از باشگاه‌هایی که در آن بازی کرده‌است می‌توان به باشگاه فوتبال کومو اشاره کرد.